# Ленинградский областной комитет КПСС
Ленинградский областной комитет КПСС — руководящий орган Ленинградской областной организации Коммунистической партии Советского Союза. Образован в 1927 году, преемник Ленинградского губернского комитета ВКП(б).
Комитет избирался областными конференциями КПСС. Занимался реализацией решений областных конференций, организацией и утверждением районных партийных организаций Ленинградской области, выполнением решений ЦК партии.

## Секретари
- 1927—1934 — Киров, Сергей Миронович
- 1934—1945 — Жданов, Андрей Александрович
- 1945—1946 — Кузнецов, Алексей Александрович
- 1946—1949 — Попков, Пётр Сергеевич
- 1949—1953 — Андрианов, Василий Михайлович
- 1953—1957 — Козлов, Фрол Романович
- 1957—1962 — Спиридонов, Иван Васильевич
- 1962—1970 — Толстиков, Василий Сергеевич
- 1970—1983 — Романов, Григорий Васильевич
- 1983—1985 — Зайков, Лев Николаевич
- 1985—1989 — Соловьёв, Юрий Филиппович
- 1989—1991 — Гидаспов, Борис Вениаминович